# Campanila San Marco

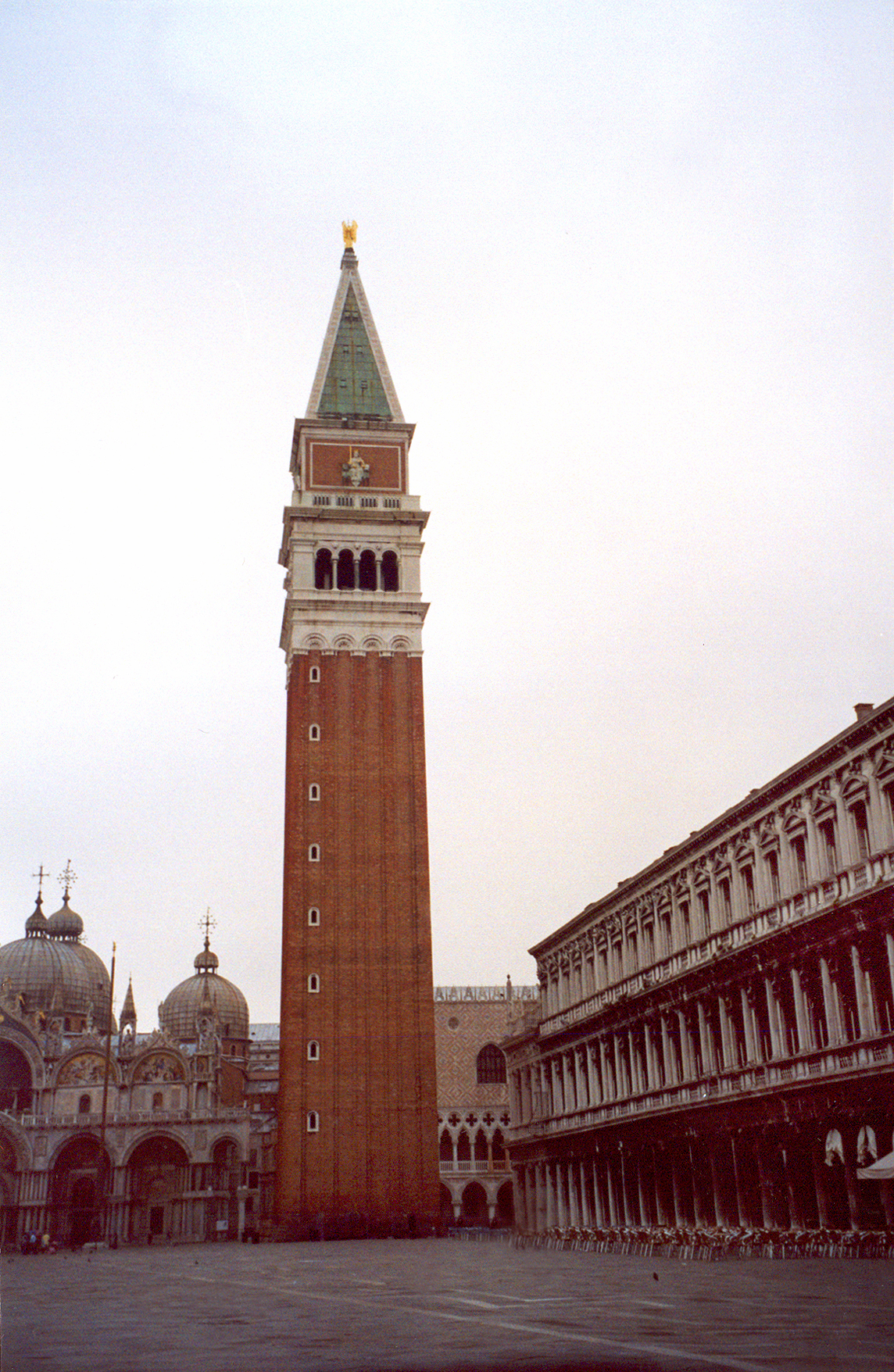
Campanila văzută din Piaţa San Marco

Campanila San Marco (în italiană Campanile di San Marco) este turnul clopotniță al Bazilicii Sfântul Marcu din Veneția (Italia), situat în Piața San Marco. Este unul dintre simbolurile cele mai cunoscute ale orașului.
Turnul are 98,6 metri înălțime și stă singur într-un colț al Piaței San Marco, în apropiere de partea din față a bazilicii. Are o formă simplă, în majoritate din cărămidă cu caneluri pătrate, cu o lățime de 12 metri, peste care este o loggie unde se află încăperea clopotelor, unde se află cinci clopote. Încăperea clopotelor este surmontată de un cub, având pe fețele alternative Leul Sfântului Marcu și reprezentarea feminină a Veneției (la Giustizia: Justiția). Turnul are un acoperiș piramidal, având în vârf o giruetă de aur care-l reprezintă pe Arhanghelul Gabriel. Campanila a dobândit forma actuală în 1514. Turnul a fost reconstruit în forma sa actuală în 1912, după ce se prăbușise în 1902.

## Istoric

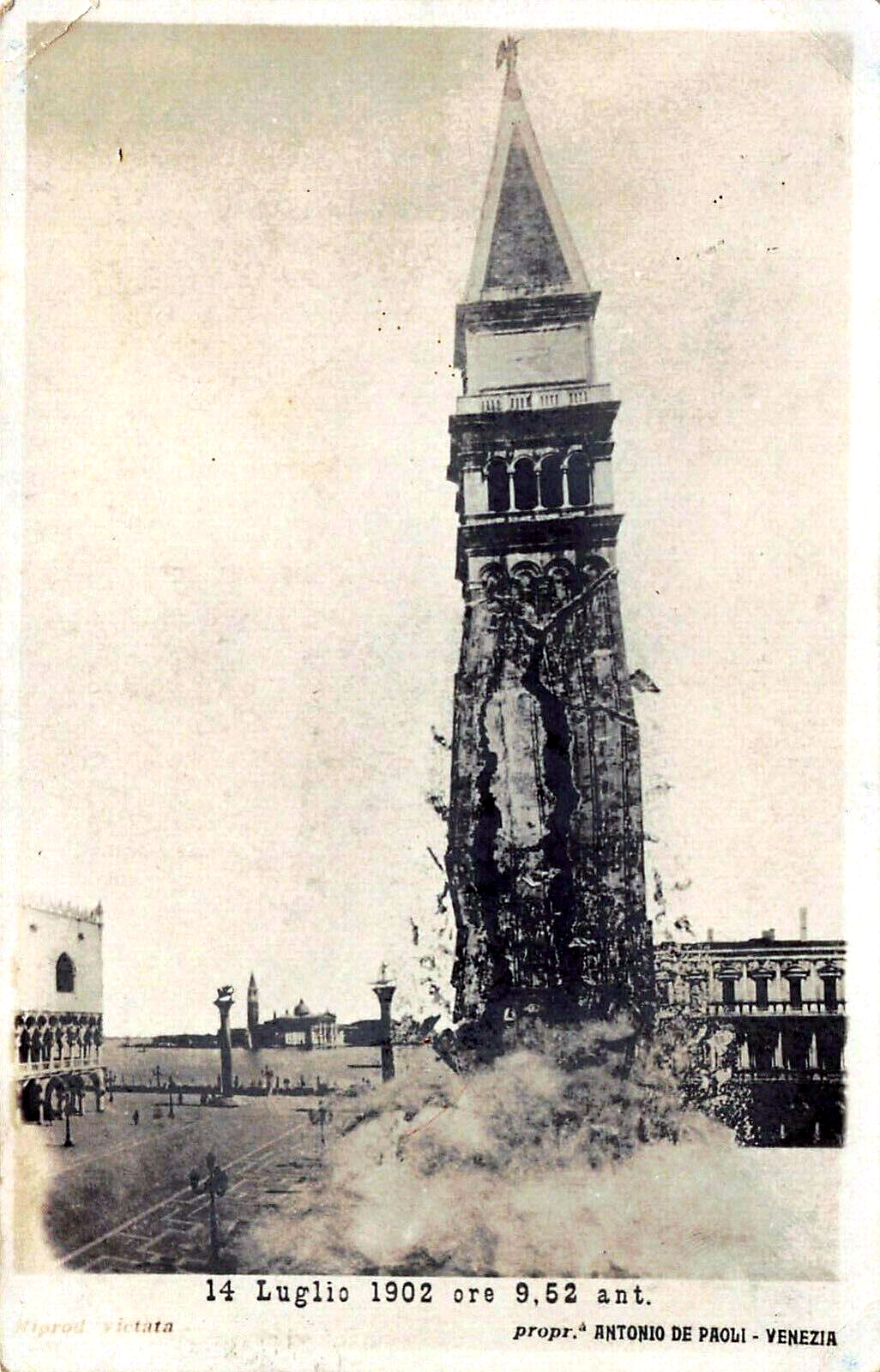
Fotografie falsă arătând prăbușirea campanilei originale în 1902. Această imagine a devenit celebră în întreaga lume.

Construcția originală de secol al IX-lea, inițiată în timpul domniei lui Pietro Tribuno și construită pe fundații romane, a fost folosită ca turn de veghe sau ca far pentru doc, care ocupa pe atunci o parte substanțială a zonei în care este acum Piazzetta. Construcția a fost terminată în secolul al XII-lea, în timpul domniei lui Domenico Morosini. La baza campanilei se află loggetta construită de Sansovino, finalizată în 1549 și reconstruită în 1912 după ce a fost distrusă de căderea campanilei. Unul dintre modelele folosite pentru acest turn a fost Campanila San Mercuriale din Forlì.

### Restaurare repetată
Campanila a suferit în mai multe rânduri pagube de pe urma trăsnetelor. Ea a fost grav avariată în 1388, incendiată și distrusă în 1417 și grav avariată în 1489 de un incendiu care a distrus acoperișul din lemn al turnului.
Campanila a dobândit forma sa definitivă în secolul al XVI-lea, datorită lucrărilor de restaurare făcute pentru a repara multiplele avarii cauzate de cutremurul din martie 1511. Aceste lucrări, inițiate de către arhitectul Giorgio Spavento, apoi executate sub conducerea lui Bartolomeo Bon din Bergamo, au adăugat clopotnița, realizată din marmură; mansarda, în care a fost amplasată sculptura leului Sfântului Marcu și a Veneției; și turnul, în foiță de aur. Lucrarea a fost finalizată la data de 6 iulie 1513, cu amplasarea statuii din lemn aurit a Arhanghelului Gavriil în cursul unei ceremonii consemnate de Marin Sanudo.
În secolele următoare au fost realizate numeroase alte intervenții pentru a repara avariile de pe urma incendiilor provocate de fulgere. Turnul a fost avariat iarăși în 1548 și 1565. În 1653, Baldassarre Longhena a preluat lucrările de restaurare. Campanila a fost avariată iarăși de un fulger în 1658. Lucrări importante au fost executate după un incendiu provocat de un fulger pe 13 aprilie 1745, care a cauzat crăparea zidurilor și a ucis mai multe persoane în urma căderilor de pietre. Campanila a fost avariat de un fulger din nou în 1761 și 1762. În cele din urmă, în 1776, ea a fost dotată cu un paratrăsnet.
În 1820, statuia îngerului a fost înlocuită cu una nouă realizată de Luigi Zandomeneghi.

### Prăbușire și reconstrucție

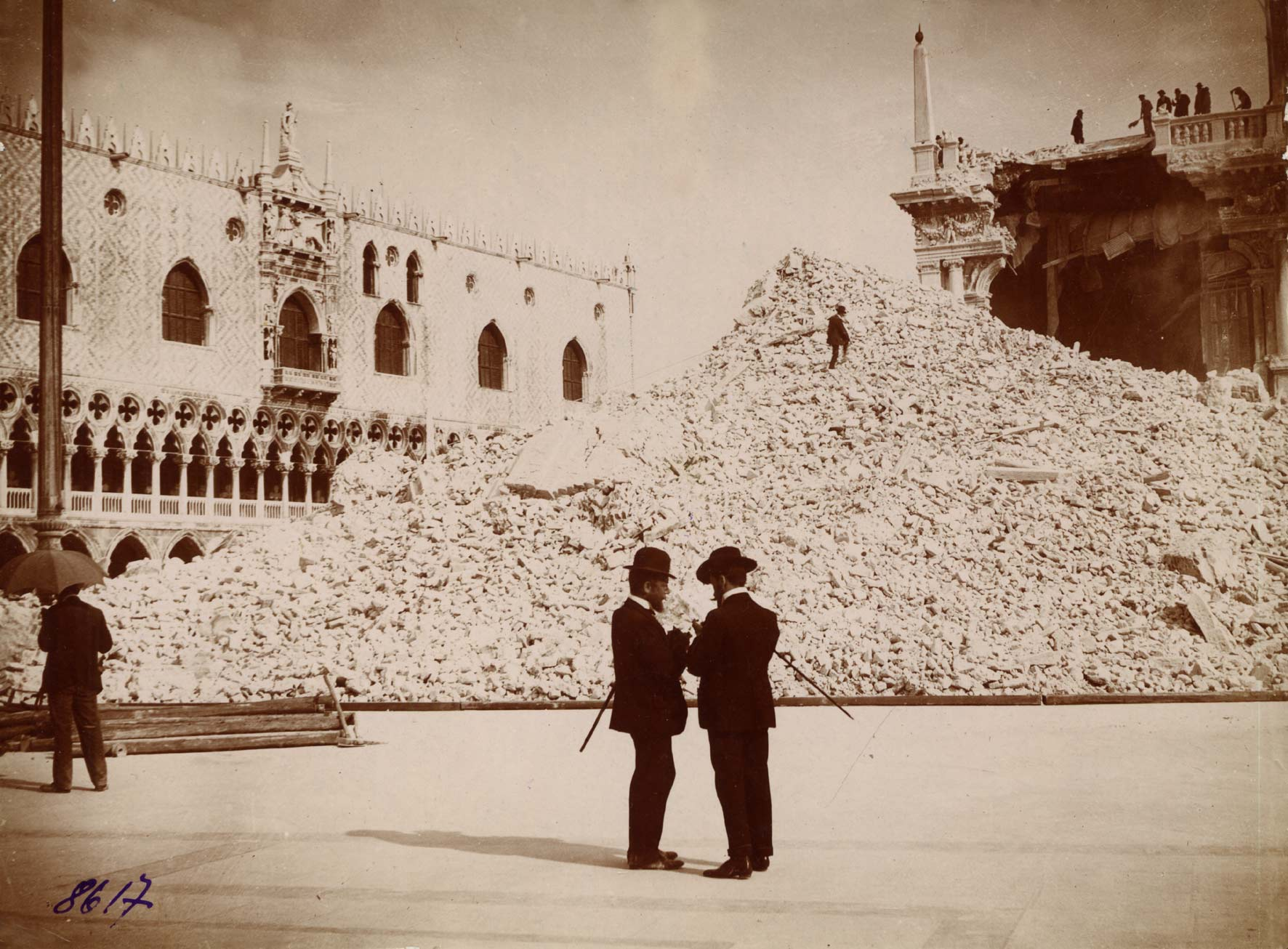
Ruinele campanilei

În iulie 1902, zidul de nord al turnului a început să prezinte semne ale unei crăpături periculoase care a continuat să crească în următoarele zile. În cele din urmă, luni, 14 iulie, în jurul orei 09:45, campanila s-a prăbușit complet, distrugând de asemenea logetta. Din fericire, nimeni nu a fost ucis, cu excepția pisicii îngrijitorului. Din cauza poziției campanilei, prejudiciul rezultat a fost relativ limitat. În afară de logetta, doar un colț al Bibliotecii Marciane a fost distrus. Pietra del bando, o coloană de porfir mare de pe care se citeau legile, a protejat bazilica.
În aceeași seară, consiliul local a aprobat alocarea a peste 500.000 de lire pentru reconstrucția campanilei. S-a decis să se reconstruiască turnul exact așa cum a fost, adăugându-se unele armături interioare pentru a preveni prăbușirea sa viitoare. Lucrările au durat până la 6 martie 1912. Noua campanilă a fost inaugurată la 25 aprilie 1912, cu ocazia sărbătorii Sfântului Marcu, la exact 1000 ani de la data când se pretindea că ar fi avut loc construirea clădirii originalee.

## Replici

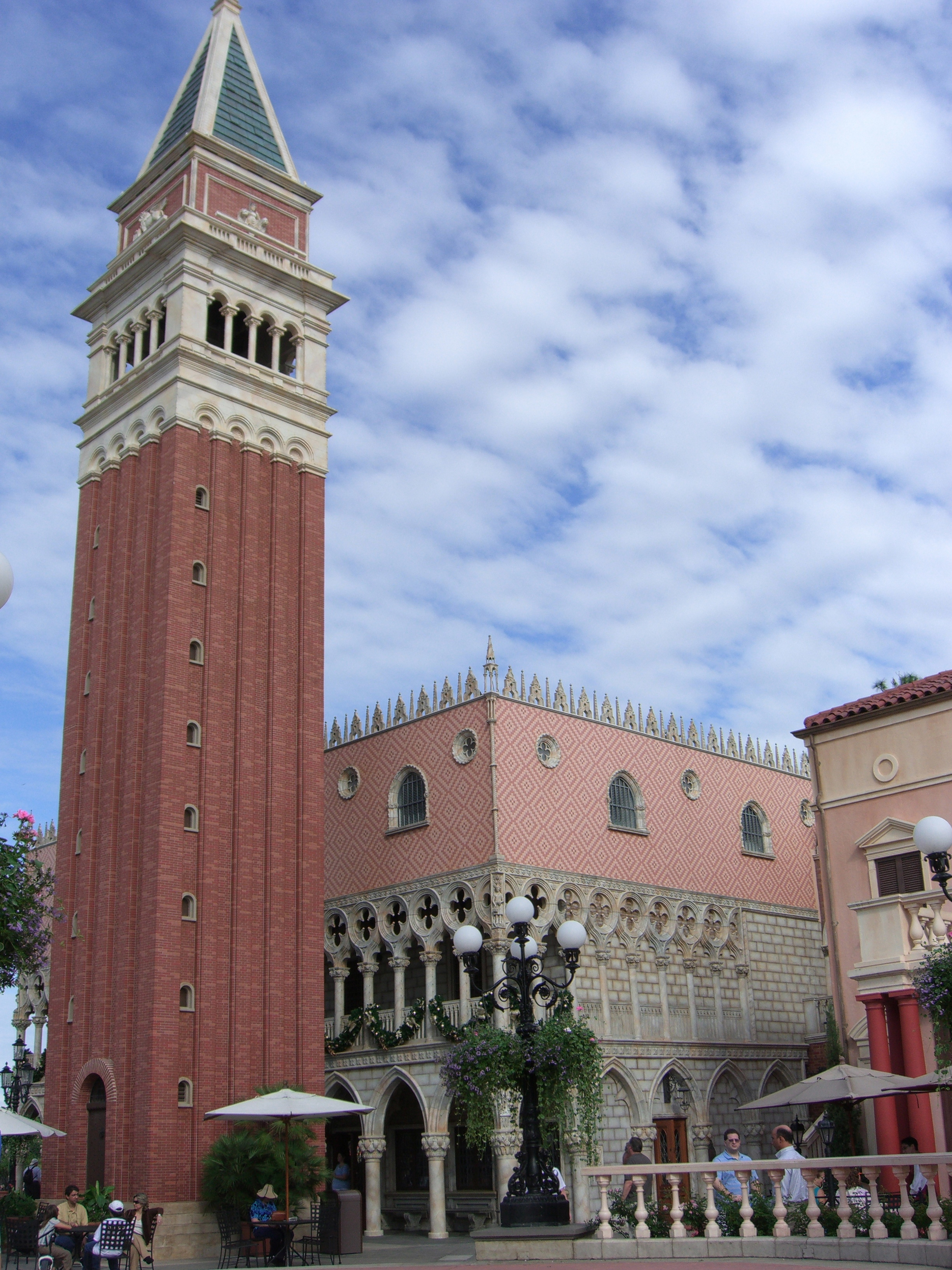
Replica turnului în Pavilionul Italiei la Epcot

Campanila originală a inspirat planurile altor turnuri din întreaga lume, în special în zonele aparținând fostei Republici  Venețiene. Aproape identice, deși mai mici, există replici ale campanilei în orașul sloven Piran și în orașul croat Rovinj; ambele au fost construite în secolul al XVII-lea. Alte replici de mai târziu sunt turnul cu ceas de la King Street Station din Seattle; din  Gara de Nord din Toronto; Primăria din Brisbane (Australia); Rathaus (Primăria) din Kiel (Germania); Turnul Daniels & Fisher din Denver; Campanila din Port Elizabeth - Africa de Sud; Turnul Sather, poreclit Campanila din campusul University of California, Berkeley; 14 Wall Street; și turnul clopotniță din dreapta al Catedralei St. John Gualbert din Johnstown, Pennsylvania.
Metropolitan Life Insurance Company Tower, un zgârie-nori situat pe One Madison Avenue în cartierul Manhattan din New York City, SUA, a fost proiectat de firma de arhitectură Napoleon LeBrun & Sons, care și-a bazat forma exterioară a blocului pe această campanilă.
Replici ale turnului actual se află în complexul The Venetian, parcul cu tematică venețiană din Las Vegas Strip, stațiunea soră The Venetian Macao din Pavilionul Italian de la Epcot, un parc tematic de la Walt Disney World din Lake Buena Vista, Florida, și în aproape pustiul New South China Mall din Dongguan, China.
Există un coș de fum de moară în Darwen (Lancashire) care este modelat după Campanila din Piața San Marco a Veneției, numit India Mill. Un altul este în Canal Grande din Veneția din orașul Taugig.
Turnurile Venețiene din Barcelona (Spania), sunt modelate după campanilă.
Turnul în stil italian de la Parcul de Stat Jones Beach, Long Island, New York, este modelat după Campanilă.
Biserica Sretenscaia din Boguciarovo, regiunea Tula, Rusia, este la fel modelată după Campanilă.

## Clopote
Fiecare din cele cinci clopote ale campanilei aveau un scop special. Renghiera (sau Maleficio) anunța execuțiile; Mezza Terza proclama o sesiune a Senatului; Nona suna amiază; Trottiera îi chema pe membrii Maggior Consiglio la ședințe și Marangona, cel mai mare, suna pentru a marca începutul și sfârșitul zilei de lucru. Acestea sunt reglate în scara A.

## Lucrări actuale de restaurare
Campanila trece acum printr-o serie de lucrări majore care sunt prognozate să dureze câțiva ani. Ca și multe alte clădiri din Veneția, ea este construită pe un teren moale, susținut de piloți din lemn. Din cauza anilor în care au avut loc inundații de iarnă (Acqua Alta), subsolul s-a umplut cu apă și campanila a început să se scufunde și să se încline. Dovada acestui fapt poate fi văzută în creșterea numărului de fisuri din zidărie. În scopul de a stopa creșterea prejudiciului, a fost construit un inel de titan sub fundațiile campanilei. Inelul de titan va proteja campanila de deplasarea solului și va asigura că turnul nu se va înclina în timpul scufundării.
Este încă posibil să se urce în campanilă în timpul acestor lucrări.

## Imagini

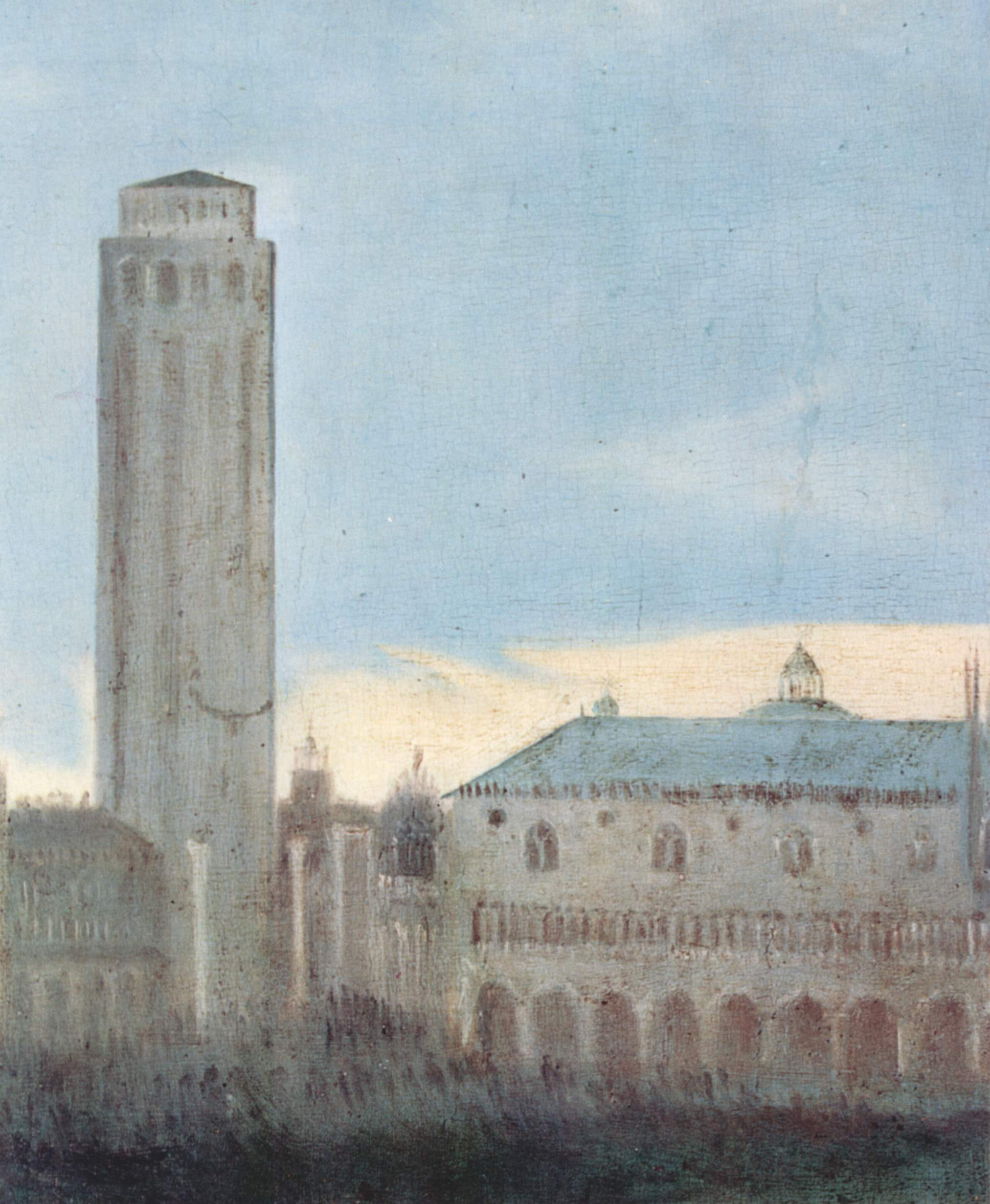
Pe la 1500~1510, pictură de Giorgione
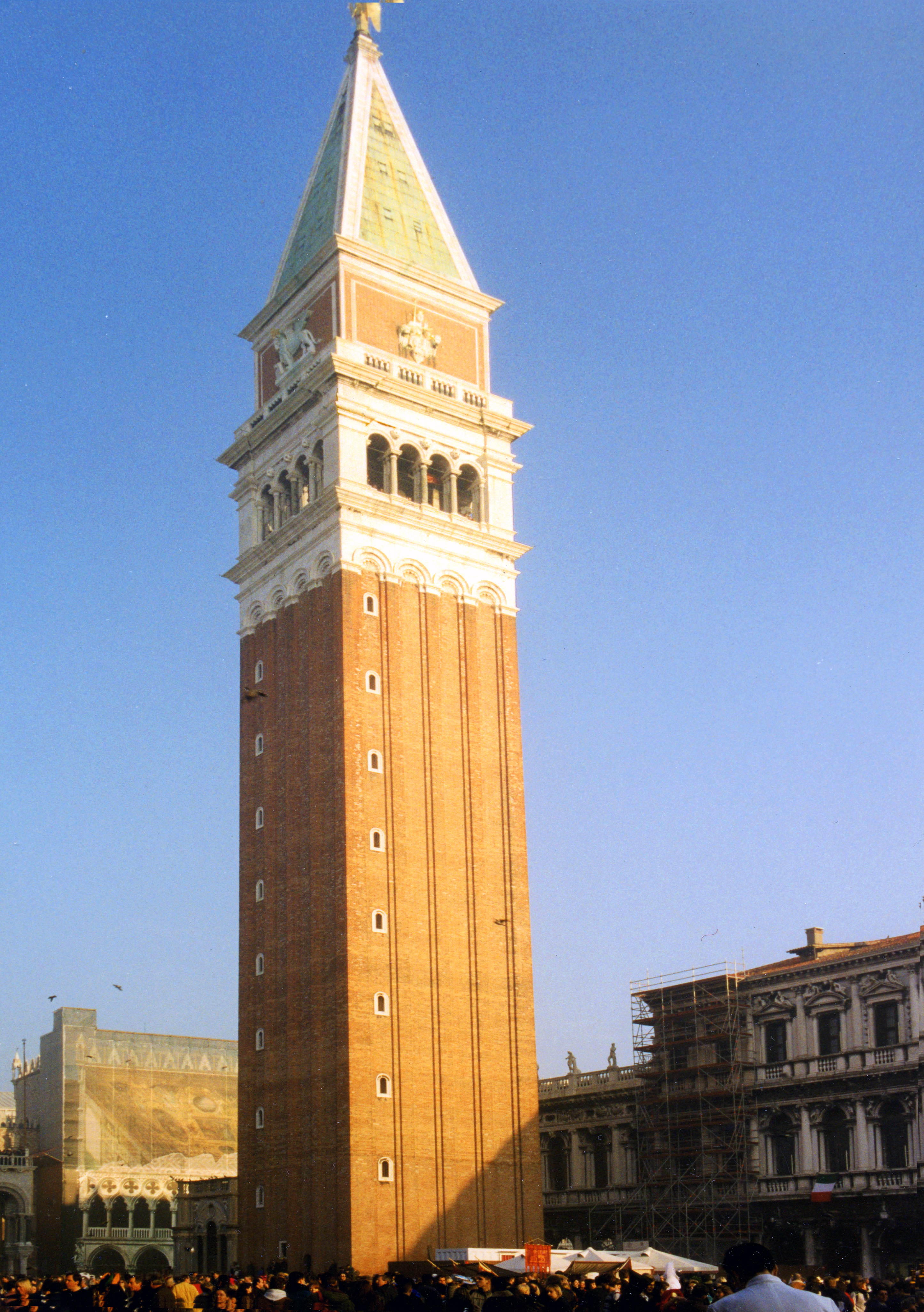
Fațada de vest a campanilei văzută din Piaţa San Marco (în timpul carnavalulului din februarie 1998)
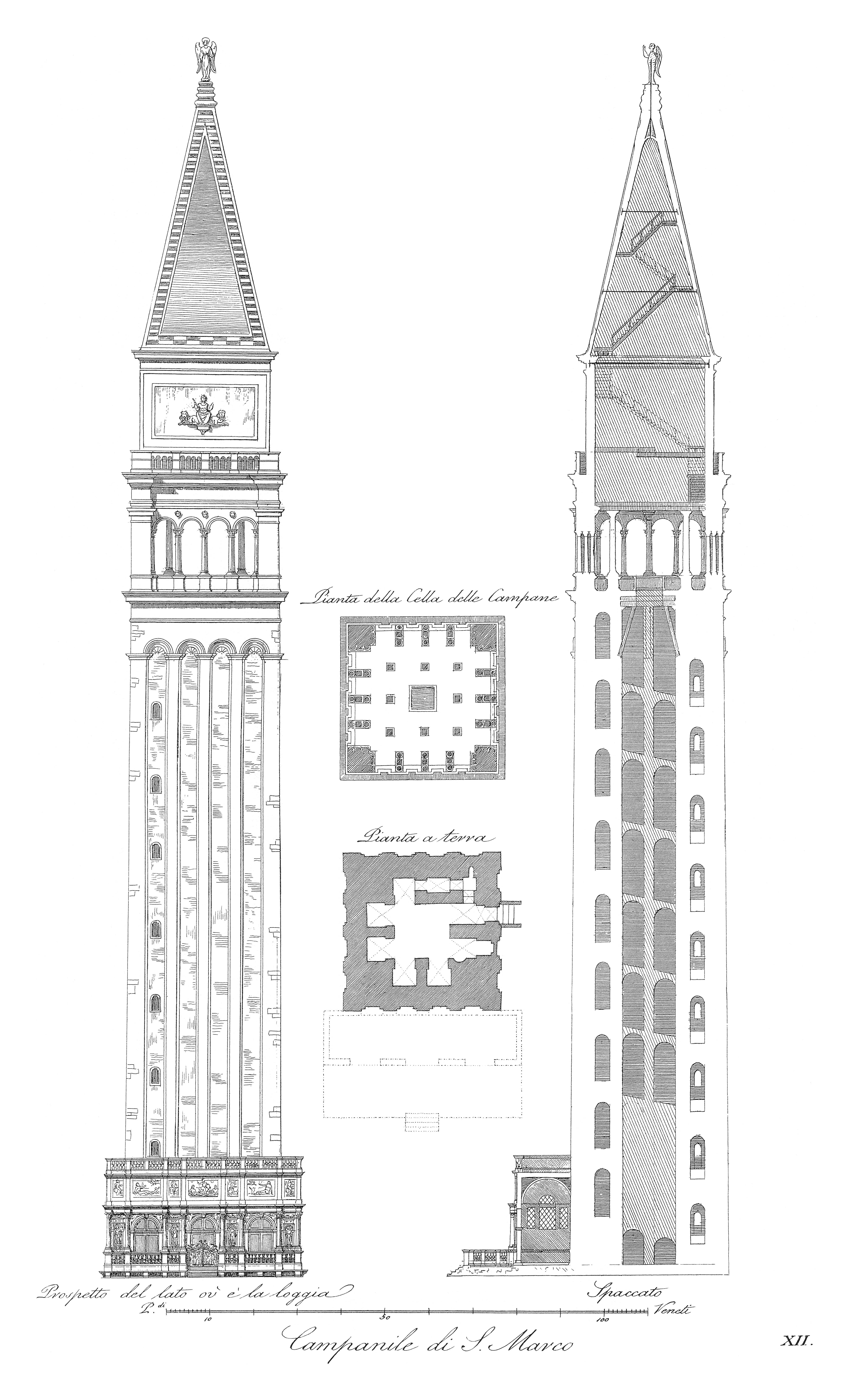
Vedere, secțiune verticală și planuri de la sol (1831), înainte de prăbuşire - reconstrucția este aproape identică
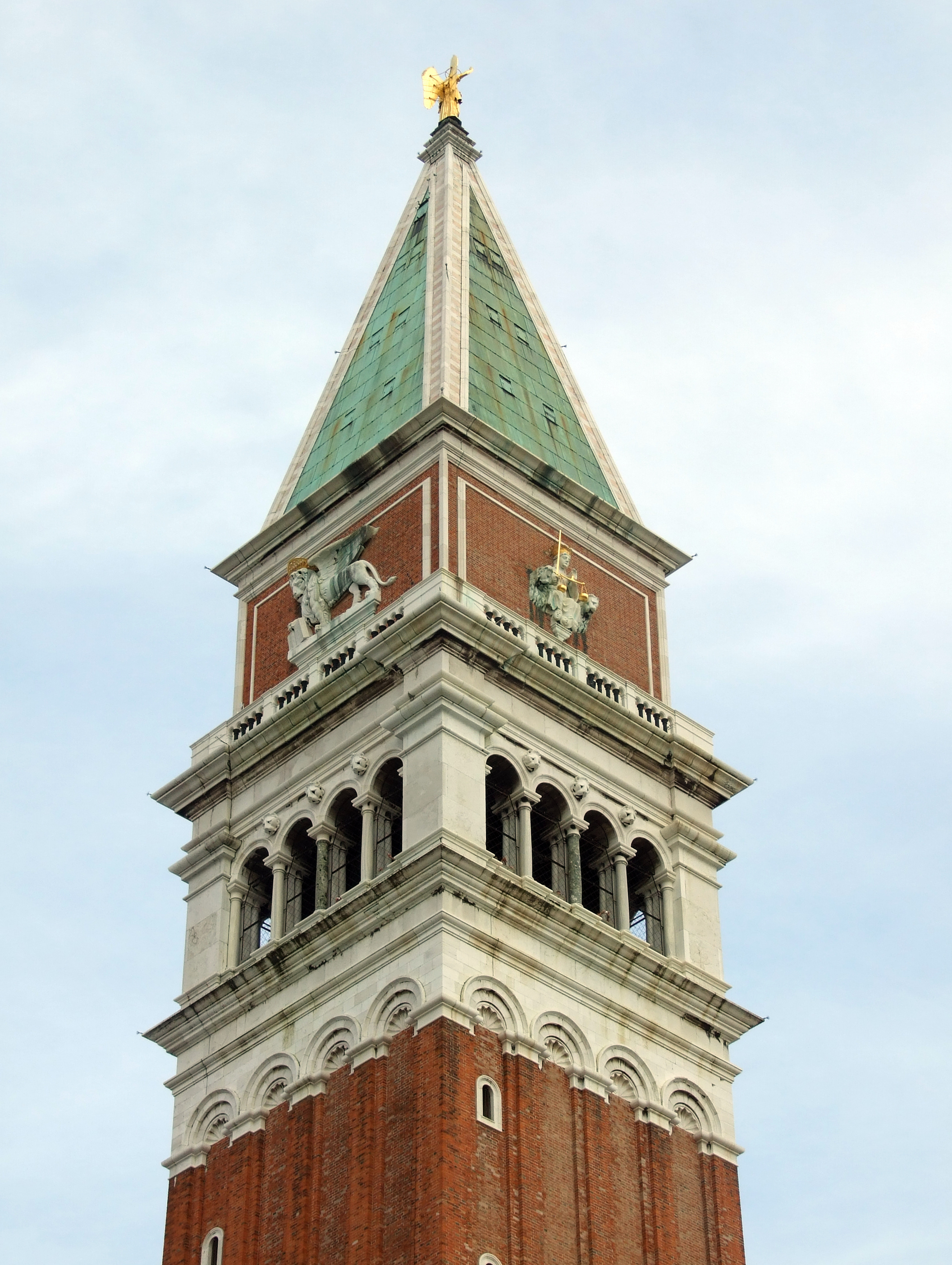
Partea de sus a turnului
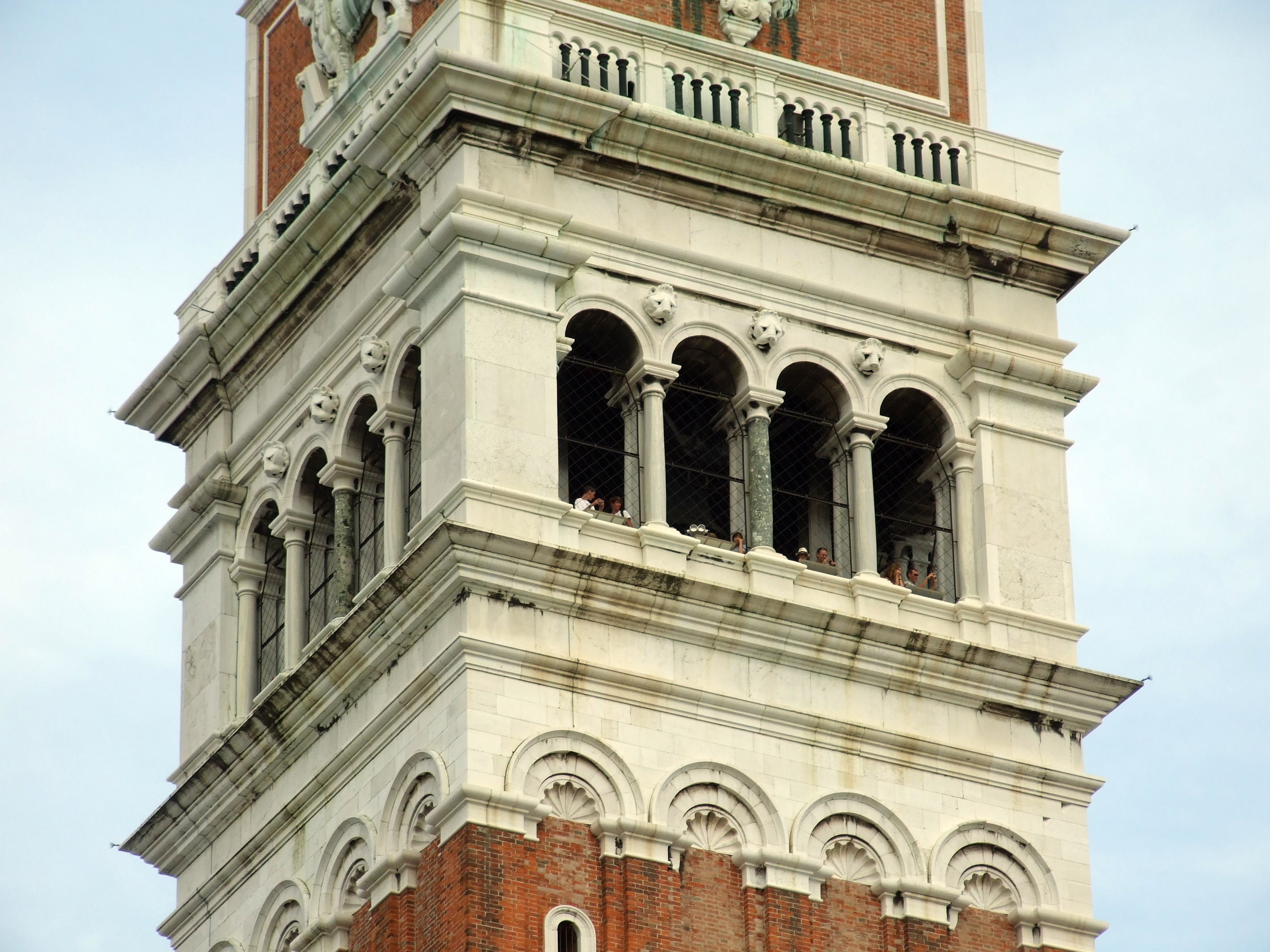
Detaliu al turnului
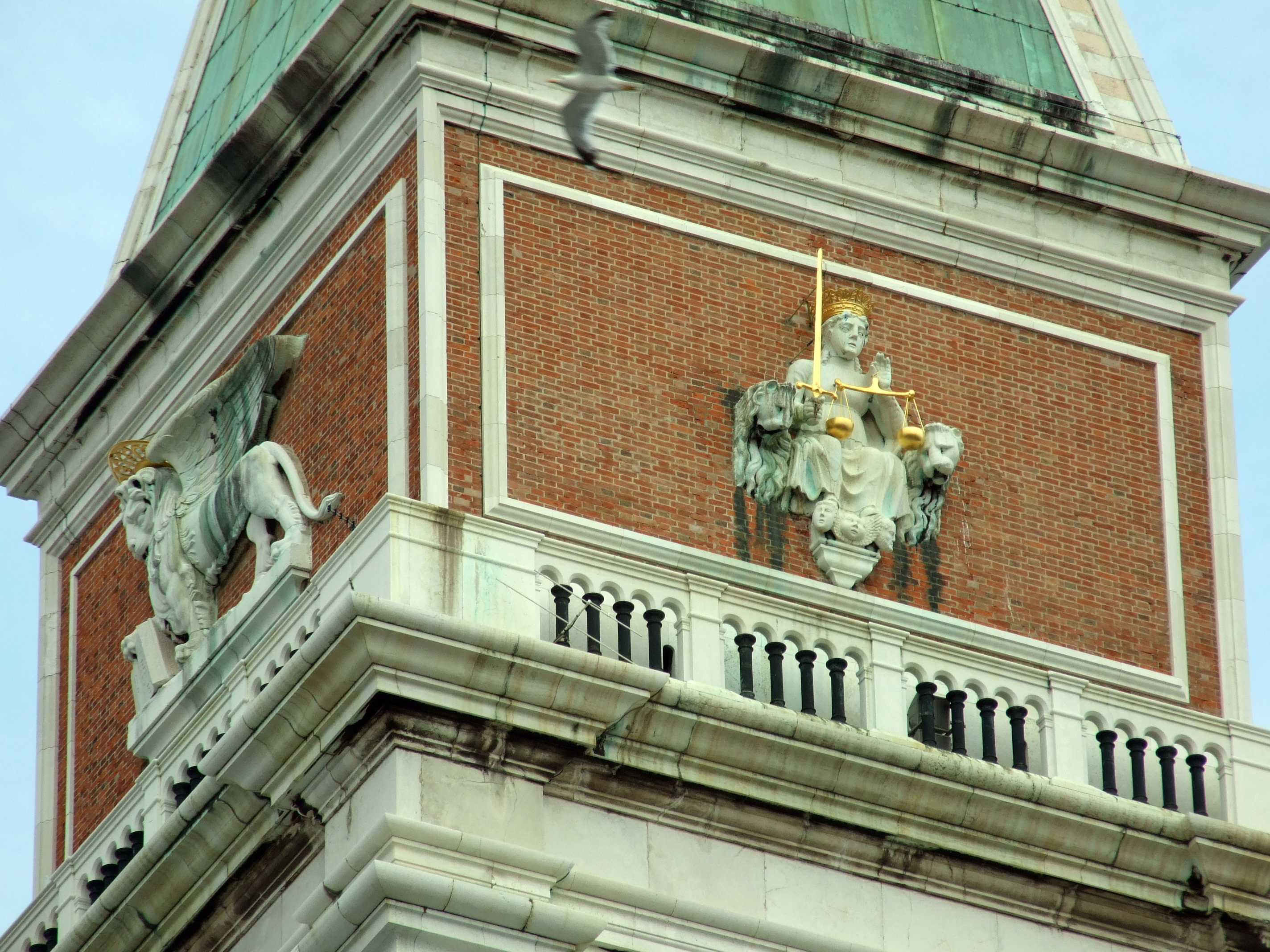
Detaliu al turnului
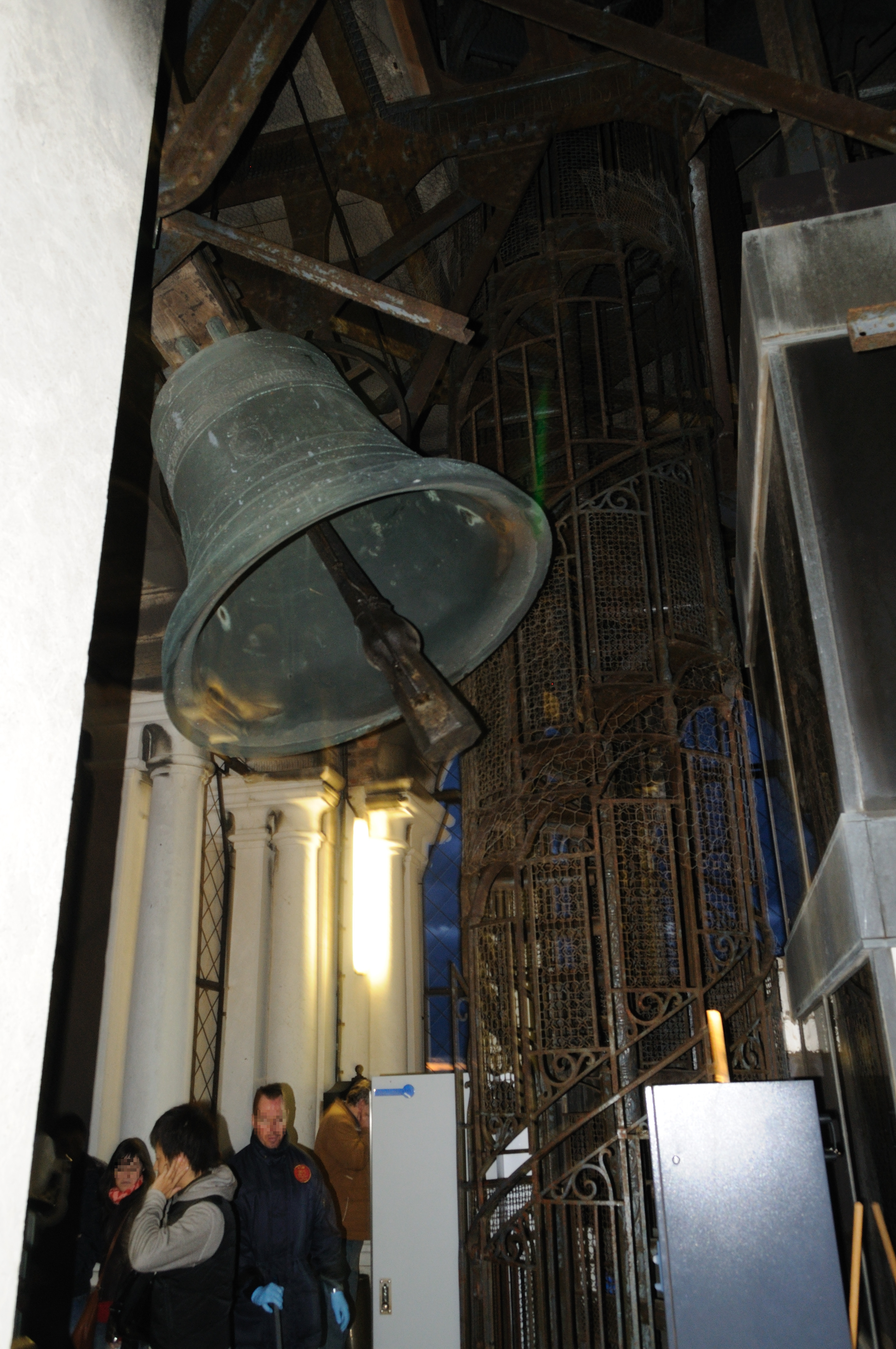
Clopotniţa
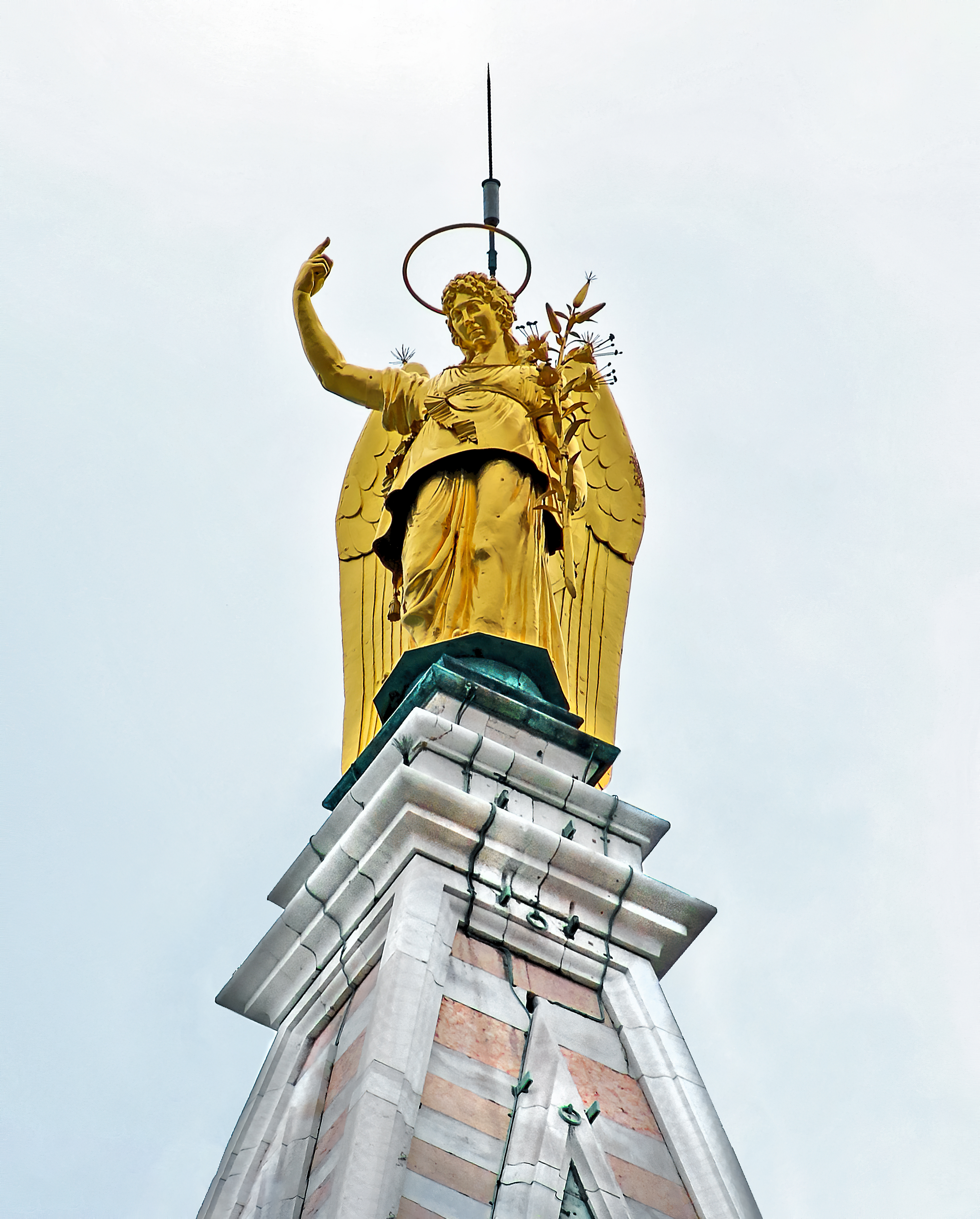
Arhanghelul Gabriel

## În cultura populară
Galileo Galilei a demonstrat calitățile celebrului său telescop dogelui Antonio Priuli la 21 august 1609 din campanilă. Este o placă de comemorare a acestui eveniment pe suprafața turnului.
Prăbușirea în 1902 a campanilei joacă un rol în romanul Against the Day (2006) al romancierului american Thomas Pynchon, în care o bătălia aeronautică între dirijabile ficționale duc la căderea spectaculoasă a clădirii.
Campanila, împreună cu o mare parte a orașului Veneția, apare în jocul video Assassin's Creed II, în care personajul Ezio Auditore da Firenze poate escalada turnul în anii 1480-1499 pentru a vedea orașul de sus.
Manga japoneză Gunslinger Girl de Yu Aida se peterece în Italia. Volumul 11 al seriei se învârte în principal în jurul teroriștilor care au atacat campanila și al luptei ulterioare cu autoritățile.
Anime-ul japonez cu tematică venețiană Aria the OVA: Arietta prezintă o plimbare în partea de sus a Campanilei San Marco, printr-o rampă pietonală, care nu mai este accesibilă publicului larg.